# Wolfsburg
|  | Aquest article tracta sobre la ciutat. Si cerqueu el club de futbol, vegeu «Verein für Leibesübungen Wolfsburg ». |

Wolfsburg [ˈvɔlfsbʊʁk] és la cinquena ciutat més gran de l'estat alemany de la Baixa Saxònia. Es troba a la riba del riu Àl·ler, al nord-est de Braunschweig, a uns 75 km (47 mi) a l'est de Hannover i a 230 km (143 mi) a l'oest de Berlín.
El 2013, Wolfsburg era la ciutat més rica d'Alemanya amb una renda per capita de 92.600 €, gràcies a la pròspera indústria automobilística que posseeix.
Wolfsburg és coneguda per ser la seu del Grup Volkswagen i posseir la planta de cotxes més gran del món, a part de l'Autostadt, una espècie de museu de Volkswagen i la resta de marques que componen aquest grup automobilístic: Audi, Bentley, Bugatti, Ducati, Lamborghini, Porsche, SEAT i Škoda Auto. Wolfsburg és de les poques ciutats alemanyes construïdes durant la primera meitat del segle xx. Des de la seva fundació, l'1 de juliol de 1938 com a residència pels treballadors que produïen el "KdF-Wagen" (Volkswagen Escarabat) fins al 25 de maig de 1945, la ciutat fou anomenada Stadt des KdF-Wagens bei Fallersleben. El 1972, la ciutat va superar els 100.000 habitants.

## Geografia
Wolfsburg està situada al límit sud de l'antiga vall fluvial del riu Àl·ler al Mittellandkanal. Limita amb els districtes de Gifhorn i Helmstedt.

### Clima
La precipitació total anual està al voltant de 532 mm (21 in), un nivell força baix a escala alemanya. Només el 7% de les estacions meteorològiques del Deutscher Wetterdienst (Servei Meteorològic Alemany) recullen dades inferiors a la de Wolfsburg. El mes més sec és l'octubre, mentre que el més plujós és al juny (1,9 vegades més precipitació que a l'octubre). La precipitació amb prou feina es diversifica i està constantment distribuïda al llarg de l'any.

## Història
El castell de Wolfsburg és mencionat per primer cop el 1302 en un document on s'especifica que és el domicili del noble llinatge dels Bartensleben. Originalment construït com una fortalesa propera al riu Àl·ler, es va protegir amb una fossa al cap d'uns segles. El 1372 es mencionà per primer cop el Burg Neuhaus (castell de Neuhaus), a prop de Wolfsburg. Després de l'extinció de la saga dels Bartensleben el 1742, la propietat del castell passà als Comtes de Schulenburg. La mansió comunal contractava molts treballadors de les localitats properes de Rothenfelde i Heßlingen.
Alguns dels districtes urbans de Wolfsburg actuals, incloent-hi Heßlingen, van pertànyer al duc de Magdeburg durant el segle xviii. El 1932 aquests districtes es van separar de la província prussiana de la Saxònia i es van integrar al districte administratiu de Lüneburg, que pertanyia a Hannover. Pel que fa a altres districtes com Vorsfelde i els llogarets transferits a Wolfsburg del comtat de Helmstedt van pertànyer al Duc de Braunschweig durant segles. Fallersleben i altres llogarets pertanyien a l'Electorat de Braunschweig-Lüneburg o al Regne de Hannover.
Wolfsburg es va fundar l'1 de juliol de 1938 amb el nom de Stadt des KdF-Wagens bei Fallersleben (català: Ciutat del cotxe KdF a Fallersleben), un poble planificat al voltant del llogaret de Fallersleben, construït com a casa pels treballadors de les fàbriques de Volkswagen ("el cotxe del poble"), al seu torn construïda per produir el que acabaria essent el Volkswagen Escarabat.
Durant la Segona Guerra Mundial, la factoria va servir per construir cotxes militars, avions i equipament militar divers, principalment per presoners de guerra i altres treballadors als quals s'havia obligat. Malgrat que la producció de l'Escarabat després de la guerra es va acabar el 1974 a Wolfsburg (a Alemanya va continuar a Emden fins al 1978), la factoria segueix essent una part clau de la capacitat de producció de Volkswagen.
Sota el domini britànic, la ciutat va canviar de nom a Wolfsburg el 25 de maig de 1945, agafant el nom del castell que es localitzava allà. Irònicament, "llop" (Wolf) era un dels malnoms d'Adolf Hitler fets servir pels seus companys més íntims. El 1951. Wolfsburg es va separar del Districte de Gifhorn i es va constituir com a districte urbà.
El 1955 es va acabar l'Escarabat número 1.000.000 produït a Wolfsburg. Durant els anys del miracle econòmic alemany Wolfsburg va rebre molts treballadors immigrants, especialment provinents d'Itàlia. El 1958 es va inaugurar l'ajuntament.
El 1972 hi va haver una reforma a la Baixa Saxònia i 20 localitats es van fusionar a Wolfsburg ("Wolfsburg-Act"), provocant que la població passés dels 100.000 habitants (al voltant de 131.000), per la qual cosa va rebre el títol de "ciutat gran". El territori de Wolfsburg va créixer de 35 al voltant de 204 quilòmetres quadrats. El 1973 es va registrar un màxim de població amb 135.000 habitants.
Amb la construcció de l'A39 el 1982, la ciutat va tenir una autopista directa que la connectava amb l'A2 (Oberhausen - Hannover - Werder), i el 1988 la ciutat va ser la seu de la Universitat de Ciències Aplicades Braunschweig/Wolfenbüttel (actualment: Universitat de Ciències Aplicades d'Ostfalia).
Com a promoció per a la 5a generació del Volkswagen Golf, la ciutat de Wolfsburg es va rebatejar com a Golfsburg des del 25 d'agost fins al 10 d'octubre de 2003, una campanya que es va fer molt famosa a escala estatal.
L'estiu de 2009, Wolfsburg va ser centre d'atenció estatal després que el VfL Wolfsburg guanyés per primer cop la Bundeslliga de futbol alemany.